# 알킬화제
알킬화제(영어: alkylating agent)는 분자에 알킬기를 붙이는 것(알킬화)이 가능한 유기 화합물이다. 의약, 플라스틱 합성에 널리 이용되고 있다. 높은 생반응성으로, 대부분의 알킬화제는 강력한 발암원이다.
아이러니하게도 근래의 알킬화제라는 단어는 화학요법의 한 분류를 뜻하는 것으로 자주 사용된다.

## 항암제로서의 알킬화제
알킬화제는 DNA의 구아닌(7-N-구아닌)의 교차결합을 손상시킨다. 이렇게 된 DNA 이중나선은 분리될 수도, 풀릴수도 없게 되며 세포 분열이 불가능하게 되는 것으로 세포독성을 나타낸다.

### 종류
니트로겐 머스타드
- 메클로로레타민
- 멜팔란
- 클로람부실
- 사이클로포스파미드
- 이포스파미드
- 벤다무스틴
- 트로포스파미드
- 우라무스틴

백금착화물
- 시스플라틴
- 카보플라틴(카르보플라틴)
- 옥살리플라틴

알킬 술폰산염
- 부설판